# Kaev Hua Ier
Kaev Hua Ier, ou Kêo Fâ  selon la translittération anglo-saxonne. (né en 1573/1580 mort en 1611). Prince Ponhea Nhom, roi ou régent du Cambodge de 1600 à 1603.

## Biographie
Dernier fils de Satha Ier, il devient roi ou régent du Cambodge à la mort de son oncle Barom Reachea VI, car le dernier fils du roi Barom Reachea V, son autre oncle le prince Soriyopear (II), est toujours détenu au Siam depuis le sac de la capitale Lovek en 1594.
Kaev Hua Ier s’empare de Kêv, le chef des rebelles qui dévastaient le pays, et le fait mettre à mort. Sous la pression de la noblesse et du clergé bouddhiste il est obligé de négocier la libération de son oncle, qui est couronné roi en 1603 sous le nom de Barom Reachea IV.
Kaev Hua prend la tête de l’opposition au nouveau roi, qui se conduit en vassal servile du Royaume d'Ayutthaya, mais il est exécuté en 1611.

## Sources
- Chroniques Royales du Cambodge de 1594 à 1677. École française d'Extrême Orient. Paris 1981  (ISBN 2855395372)
- Achille Dauphin-Meunier Histoire du Cambodge Presses universitaires de France, Paris 1968 Que sais-je ? n° 916.
- Bernard Philippe Groslier avec la collaboration de C.R. Boxer Angkor et le Cambodge au XVIe siècle d'après les sources portugaises et espagnoles, p. 26 Tableau III « Succession d'Ang Chan » P.U.F (Paris) 1958;